# 亚麻荠属
亚麻荠属（学名：Camelina）是十字花科下的一个属，为一年生或二年生草本植物。该属共有约10种，分布于地中海地区和欧洲。这个属的大多数物种很少被研究，除了亚麻荠（Camelina sativa），历史上被栽培为油料植物。植物学家Heinrich Johann Nepomuk von Crantz是1762年在他的分类工作中使用亚麻荠属的第一位植物学家。作为减少化石燃料排放量的一种方法，在2010年美国海军测试了一种50-50混合了喷气航空燃料和亚麻荠种子生物燃料的混合物。

## 物种
下面介绍了四种常见的物种。 但是，至少有两个数据库表明可能存在更多的物种。
- Camelina alyssum
- 小果亚麻荠
- Camelina rumelica
- 亚麻荠